# Сім'я Бельє
«Сім'я Бельє» (фр. La famille Bélier) — французька кінокомедія режисера Еріка Лартіґо, поставлена у 2014 році.

## Сюжет
Сім'я Паули незвичайна, але при цьому в ній живуть виключно оригінальні особи. Усі члени її сім'ї Бельє, окрім самої Паули, глухонімі. При цьому вони усі прекрасно живуть, а батько навіть претендує на місце мера міста. Переважно це заслуга матері, яка в усьому підтримує свого чоловіка і завжди наставить на шлях істинний. Молодший брат Паули, тринадцятирічний шибеник, виявляє дивну і специфічну цікавість до найкращого друга сестри. Для Паули ці сімейні зв'язки справжнє випробування. Вона не може жити своїм власним повноцінним життям. Як тільки вона звільняється від шкільних занять, то відразу ж вирушає допомагати батькам на фермі або на ринку. І все одно дівчина знайшла час для того, щоб закохатися. Її обранцем став Габрієль. Вона готова ходити за ним цілими днями як зачарована, так що коли парубок вступив в шкільний хор, Паула без зволікання записалася туди також. Під час прослуховування, коли дівчина заспівала, усі відкрили роти від здивування. Її голос був прекрасним і заворожливим. Викладач співу природно не може проґавити такий самородок і пророкуватиме їй велике майбутнє. Вони починають займатися увесь вільний час, який у них з'являється і Паула вирушає на конкурс вокалістів, що проходить на французькому радіо у Парижі, який без проблем виграла. На цьому життя незвичайної сім'ї не закінчилося, а тільки починається.

## В ролях
| Актор(ка)       |   | Роль                   |
| --------------- | - | ---------------------- |
| Карін Віар      | • | Жіжі Бельє             |
| Франсуа Дам'єн  | • | Родольф Бельє          |
| Ерік Ельмосніно | • | містер Томассон        |
| Луан Емера      | • | Паула Бельє            |
| Роксана Дюран   | • | Матільда               |
| Іліан Бергалья  | • | Габрієль               |
| Люка Гельбер    | • | Квентін Бельє          |
| Мар Содуп       | • | мадемуазель Дос Сантос |

## Нагороди та номінації
| Рік  | Нагорода           | Категорія                                        | Номінант                                                               | Результат |
| ---- | ------------------ | ------------------------------------------------ | ---------------------------------------------------------------------- | --------- |
| 2015 | Премія «Сезар»     | Найкращий фільм                                  | Сім'я Бельє                                                            | Номінація |
| 2015 | Премія «Сезар»     | Найкращий актор                                  | Франсуа Дам'єн                                                         | Номінація |
| 2015 | Премія «Сезар»     | Найкраща акторка                                 | Карін Віар                                                             | Номінація |
| 2015 | Премія «Сезар»     | Найкращий актор другого плану                    | Ерік Ельмосніно                                                        | Номінація |
| 2015 | Премія «Сезар»     | Найперспективніша акторка                        | Луан Емера                                                             | Перемога  |
| 2015 | Премія «Сезар»     | Найкращий оригінальний сценарій                  | Вікторія Бедос, Станіслас Карре де Мальбер, Ерік Лартіґо, Тома Бідеґен | Номінація |
| 2015 | Кришталевий глобус | Найкращий фільм                                  | Сім'я Бельє                                                            | Номінація |
| 2015 | Кришталевий глобус | Найкращий актор                                  | Франсуа Дам'єн                                                         | Номінація |
| 2015 | Премія «Люм'єр»    | Найкращий фільм                                  | Сім'я Бельє                                                            | Номінація |
| 2015 | Премія «Люм'єр»    | Найкраща акторка                                 | Карін Віар (також за фільм «Лулу, гола жінка»)                         | Перемога  |
| 2015 | Премія «Люм'єр»    | Найперспективніша акторка                        | Луан Емера                                                             | Перемога  |
| 2015 | Премія «Люм'єр»    | Найкращий сценарій                               | Вікторія Бедос, Станіслас Карре де Мальбер                             | Номінація |
| 2016 | Премія «Магрітт»   | Найкращий іноземний фільми спільного виробництва | Сім'я Бельє                                                            | Перемога  |
| 2016 | Премія «Магрітт»   | Найкращий актор                                  | Франсуа Дам'єн                                                         | Номінація |